# Un de la Canebière (film)
Pour plus de détails, voir Fiche technique et Distribution.
Un de la Canebière est un film français réalisé par René Pujol, sorti en 1938 à l'Olympia

## Fiche technique
- Titre : Un de la Canebière
- Réalisation : René Pujol, assisté de Gilles Grangier
- Scénario : René Pujol, d'après l'opérette éponyme de René Sarvil, Henri Alibert et Vincent Scotto
- Responsable des décors : Jean d'Eaubonne
- Directeur de la photographie : Nicolas Toporkoff
- Montage : William Barache
- Musique : Vincent Scotto
- Directeur de production : Ralph Baum
- Production : Gray-films, Vondas Films
- Distribution : Cocinor
- Synopsis : NVCRENO
- Pays d'origine :  France
- Format : Son mono  - Noir et blanc - 35 mm  - 1,37:1
- Genre : Comédie musicale
- Durée : 98 minutes
- Sortie nationale au cinéma : 22 septembre 1938
- Affiche : Georges Dastor (France)

## Distribution
- Henri Alibert : Toinet
- Rellys : Pénible
- René Sarvil : Girelle
- Paul Dullac : Charlot
- Germaine Roger : Francine
- Maximilienne : la vraie tante Clarisse
- Oléo : Malou
- Gerlatta : Margot
- Charles Dechamps : M. Bienaimé des Acoules
- Guillaume de Sax : Garopoulos
- Jenny Hélia : Marie
- Roger Peter
- Bazin
- Villor
- Marguerite Villy